# NGC 604
NGC 604 é uma nebulosa de grandes dimensões, com uma extensão de aproximadamente 1500 anos-luz. Essa nebulosa se encontra a cerca de 3 milhões de anos-luz da Terra na direção da constelação do Triângulo, próxima à borda da galáxia espiral M33.
A nebulosa NGC 604 apresenta belas cores e intensa atividade de formação estelar, sendo que muitos detalhes importantes da estrutura da nebulosa foram obtidos pelo Telescópio Espacial Hubble em Agosto de 1996 e ajudaram a esclarecer muitos pontos referentes à formação de estrelas e à evolução do meio interestelar.